# 嘉兴博物馆

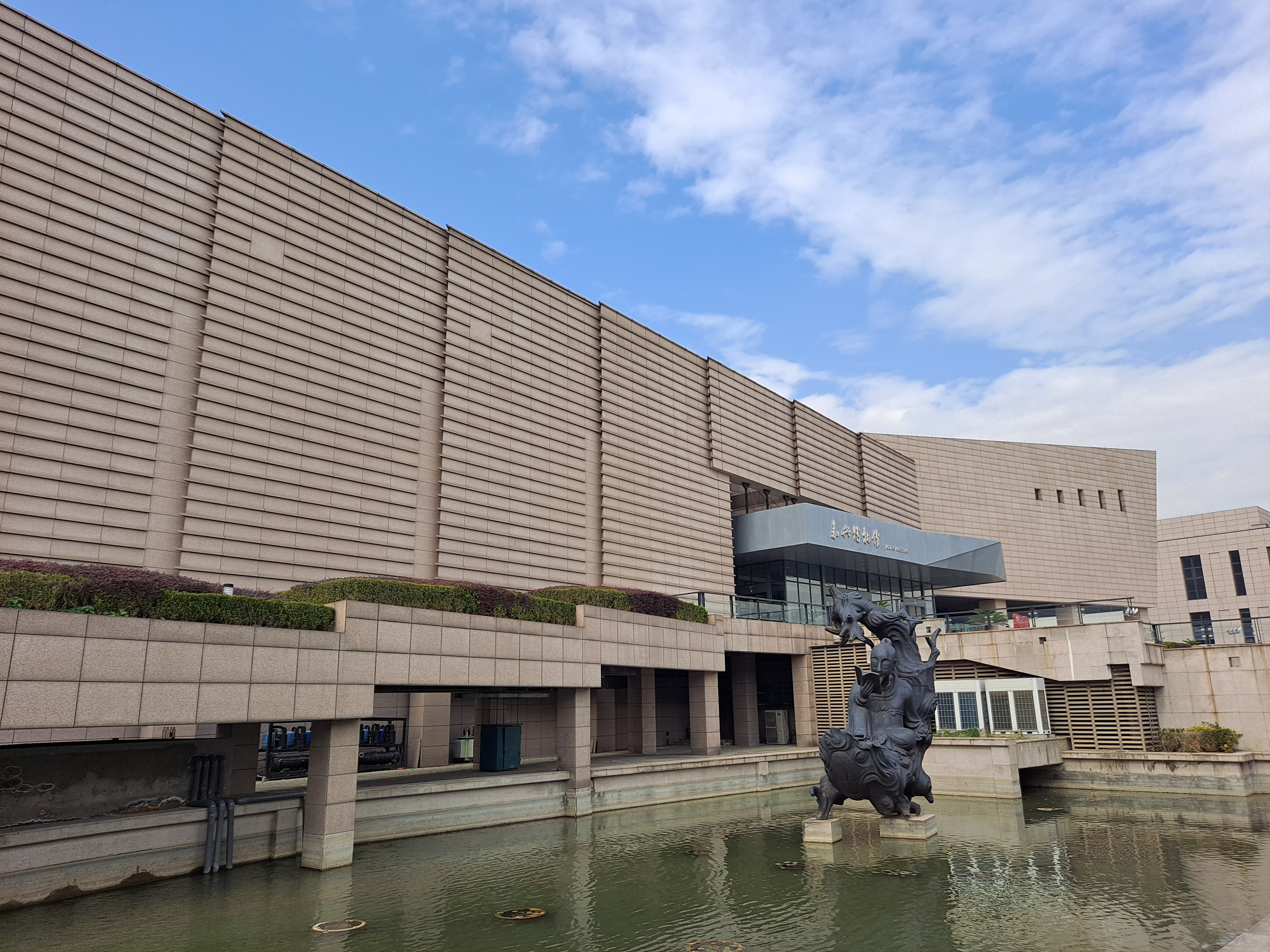
嘉兴博物馆

嘉兴博物馆（英語：Jiaxing Museum）位于中国浙江省嘉兴市南湖区海盐塘路485号，为市级综合性博物馆，国家二级博物馆。

## 历史
该馆创始于1958年，后多次迁址，2003年10月新馆正式开馆，现状建筑面积22000平方米，设有“禾兴之源——史前时期的嘉兴”和“沃土嘉禾——历史时期的嘉兴”两个基本陈列。

## 营业时间
- 周二至周日，10月1日至4月30日9：00-16：30；5月1日-9月30日9：00-17：00（闭馆前半小时停止入馆）
- 周一闭馆（法定节假日除外）。